# تانكادهار باغ
تانكادهار باغ (من مواليد 7 ديسمبر 2003) هو لاعب كرة قدم هندي محترف يلعب كمدافع للسهام الهندية في الدوري الأول.